# Faà di Bruno (famiglia)
Faà di Bruno è il nome di una nobile famiglia piemontese presente in Asti, Casale e Alessandria, che ha dato i conti (poi marchesi) di Bruno. Nel 1703 alla famiglia si aggiunsero i conti di Carentino.

## Storia
La famiglia arrivò a Casale da Vignale intorno al 1500 con di Tommaso Faà, che fu segretario al Senato del Monferrato. I fratelli Ardicino e Ortensio acquistarono il castello di Bruno, nei pressi di Acqui e furono nominati consignori di Bruno.
In seguito, i membri di spicco della famiglia inclusero:
- Giovanni Matteo Faà di Bruno, un musicista di una certa importanza da Casale che pubblicò due libri di madrigali e vespri, salmi, mottetti e le impostazioni del Magnificat.[4] Fu investito come primo conte di Bruno nel 1588;
- Camilla Faà di Bruno (c.1599-1662), una bellezza che è stata sposata in segreto, brevemente e morganaticamente con Ferdinando Gonzaga duca di Mantova e del Monferrato; le sue Memorie sono state descritte come la prima autobiografia in prosa scritta da una donna italiana;
- Ferdinando Faà di Bruno, divenne il primo marchese di Bruno quando la contea fu elevata in un marchesato il 31 marzo 1652;
- Ortensio Faà di Bruno (?-1709), sacerdote a Carentino;
- Antonino Faà di Bruno, conte di Carentino (1762-10 novembre 1829), Vescovo di Asti;
- Alessandro Faà di Bruno (1809-1891), membro dell'Accademia di agricoltura di Torino[5], fu un innovatore nel campo dell'agricoltura. La sua tenuta è stata una delle più grandi nelle zone di Alessandria e Acqui e sperimentò il saagaban come coltura sostitutiva delle patate;
- Emilio Faà di Bruno (1820-1866), ufficiale della Regia Marina; come comandante della fregata corazzata Re d'Italia perì nella battaglia di Lissa durante la Terza guerra d'indipendenza italiana;
- Il beato Francesco Faà di Bruno (1825-1888), fratello di Emilio, fu un matematico e prete. Egli è meglio conosciuto per la formula di Faà di Bruno.
- Antonino Faà di Bruno (1910-1981), generale dell'Esercito Italiano e attore, è apparso in alcuni film di Luciano Salce (Il secondo tragico Fantozzi), Pasolini (Porcile), Fellini (Amarcord) e Comencini (La donna della domenica).